# Єленовське
Єленовське (рос. Еленовское; адиг. Еленовскэр) — село Красногвардійського району Адигеї Росії. Входить до складу Єленовського сільського поселення.
Населення — 2642 особи (2015 рік).

## Видатні постаті
- Котляренко Михайло Григорович — Герой Соціалістичної Праці.